# هندسه هذلولوی

مثلثی بر روی سطح زینی شکل (سهمی‌گون هذلولی‌وار), همراه با دو خط موازی واگرا

هندسه هُذلولوی  یکی از هندسه‌های نااقلیدسی است که به هندسه لباچفسکی نیز مشهور است.
نام انگلیسی این نوع هندسه، یعنی (Hyperbolic)، از کلمهٔ یونانی هیپربالئین به معنی «افزایش یافتن» گرفته شده‌است که در آن فاصلهٔ میان نیم‌خط‌ها در اصل توازی افزایش می‌یابد.
هدف از ابداع هندسه هذلولوی پیدا کردن مدل هندسی‌ای بود که در آن برای هر نقطه {\displaystyle p} و هر خط {\displaystyle L} تعداد نامتناهی خط گذرنده از {\displaystyle p} و عمود به {\displaystyle L} موجود باشد. در بعد دو مدلهای اساسی هندسه هذلولوی عبارتند از دیسک پوانکاره و نیم صفحه بالا.
سازگاری هندسه هذلولوی،استقلال منطقی اصل توازی را از سایر اصول هندسه اقلیدسی نشان می‌دهد.

موریس اشر، حد دایره ۳, ۱۹۵۹

## نیم صفحه بالا
در این مدل هندسه هذلولوی کوتاهترین مسیرها (ژئودزیک‌ها) عبارتند از خطهای عمودی و نیم دایره‌های عمود بر محور {\displaystyle x}. 
در هندسه ریمانی چنین هندسه با متریک ریمانی زیر به دست می‌آید.
{\displaystyle {\frac {dx^{2}+dy^{2}}{y^{2}}}}
انحنای این متریک ثابت و برابر 1- می‌باشد.